# Ivan Ivanovitch Sackarin
Ivan Ivanovitch Sackarin är en figur i Tintinalbumet Enhörningens hemlighet. Sackarin, vars namn antyder ett östeuropeiskt ursprung, bor i lägenhet på Eucalyptusvägen 21. Hemmet präglas av Sackarins maritima intresse. Skeppsmodeller står på utställning och väggarna pryds av fartygstavlor som föreställer segelbåtar och lastångare. Herr Sackarin titulerar sig samlare.

## Sackarin i handlingen
Herr Sackarin dyker upp tidigt i handlingen, på en loppmarknad där han lägger bud på den fartygsmodell som Tintin för 40 Franc har köpt till kapten Haddock. Trots intensiv uppvaktning från Herr Sackarin avböjer Tintin alla övertalningsförsök att sälja fartygsmodellen. Sackarin envisas dock och förföljer Tintin till dennes bostad tillsammans med ytterligare en spekulant, den av bröderna Vogel utsände Bartold. Sackarin argumenterar med blossande kinder, är burdus och påstridig.
Ögonblicket senare uppvaktar Herr Sackarin Tintin genom att ringa på dörren till den unge journalistens privatbostad. Sackarins övertalningsförsök är fruktlösa och till slut överlämnar han sitt visitkort och manar Tintin att åtminstone överväga saken. När sedan Tintins fartygsmodell försvinner, faller Tintins misstankar utan betänketid på Ivan Ivanovitch, men genom ett besök i samlarens bostad inser Tintin att det finns flera modellfartyg i samma utförande.
Halvvägs i handlingen påträffar Tintin och Haddock herr Sackarin liggande på golvet i bostaden, avsvimmad. Sackarin befaras till och med död, men kvicknar till och kan berätta att han förlorade medvetandet sedan någon, Bartold skall det visa sig, hade tvingat honom att inandas kloroform. I slutet av historien låter portvakten på Eucalyptusvägen 21 meddela att herr Sackarin avrest på semester och först återkommer om fjorton dagar.
Han ses också i slutet av Rackham den rödes skatt där han är inbjuden av Kapten Haddock att bese salen med en utställning om fartyget Enhörningen. Där syns också alla tre fartygsmodeller. Så herr Sackarin har antingen lånat ut sin modell eller gett den till Kapten Haddock.
Sackarin är mörkhårig, med hög panna, kammad mittbena och markerade, nästan sammanväxta ögonbryn. På loppmarknaden är han iförd svart hatt och beige trenchcoat. Hemma i sin lägenhet tar herr Sackarin emot Tintin iförd en brun, fotsid rökrock.